# La Altagracia (prowincja)
La Altagracia – jedna z 32 prowincji Dominikany. Stolicą prowincji jest miasto Salvaleón de Higüey.

## Opis
Prowincja położona na wschodzie Dominikany, zajmuje powierzchnię 2 998 km² i liczy 273 210 mieszkańców 1 grudnia 2010.

## Gminy
| Lp.     | Gmina                        | Liczba ludności (2010) | Powierzchnia (km²) |
| ------- | ---------------------------- | ---------------------- | ------------------ |
| 1       | Higüey (Salvaleón de Higüey) | 251 243                | 2 017              |
| 2       | San Rafael del Yuma          | 21 967                 | 981                |
| Łącznie |                              | 273 210                | 2 998              |